# Josef Henselmann
Josef Henselmann (Laiz, 16 agosto 1898 – Monaco di Baviera, 19 gennaio 1987) è stato uno scultore tedesco.
Studia alla Accademia delle belle arti di Monaco e vi ci diventa professore ed infine preside fino al 1968.

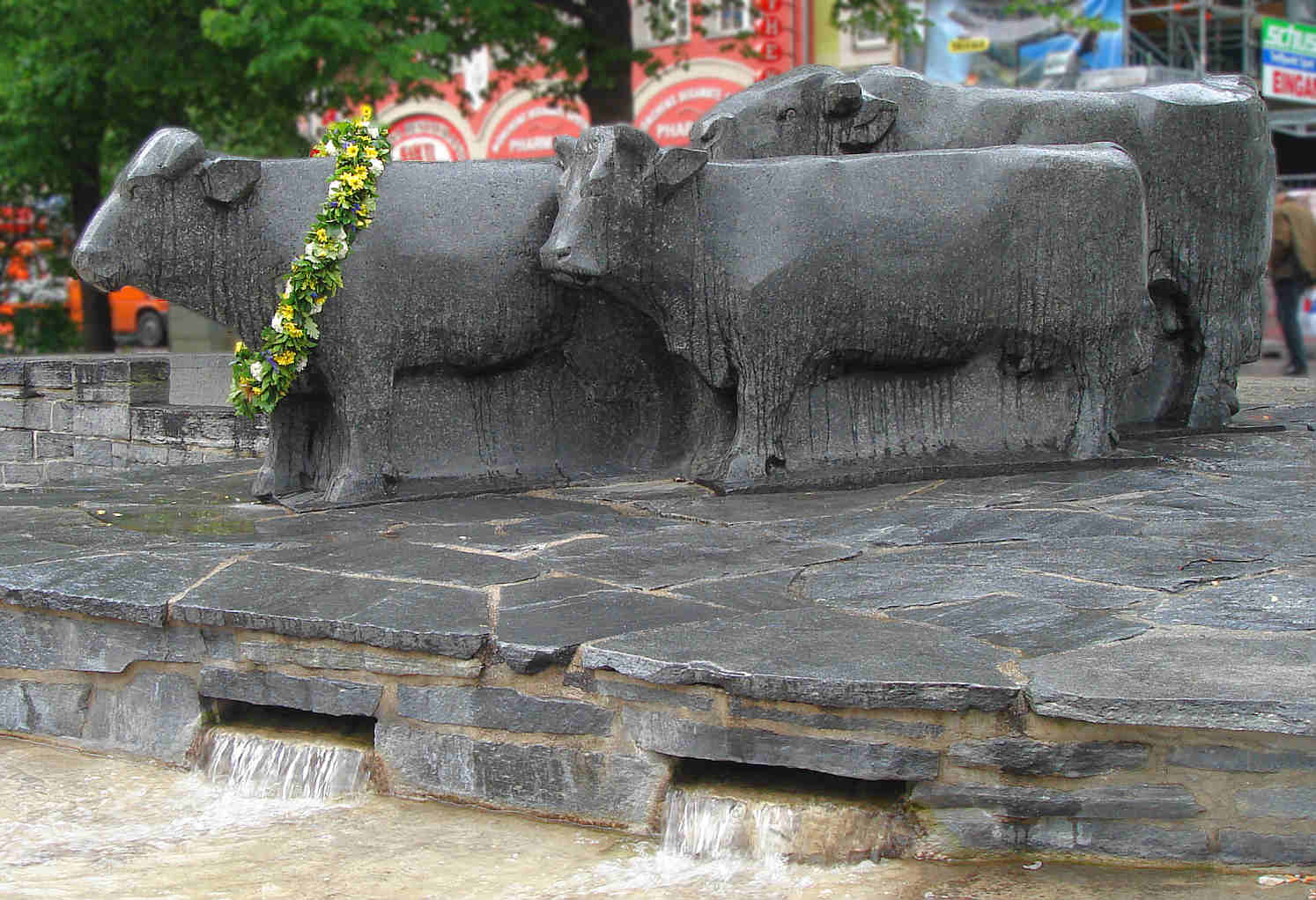
Rindermarktbrunnen a Monaco di Baviera

Josef Henselmann era molto produttivo. Crea molte fontane tra cui la Rindermarktbrunnen a Monaco, lavorava molto per la chiesa cattolica. Crea una serie di altari moderni. Spicca il suo altare maggiore per la cattedrale di Passavia.